# Баган Олег Романович
Олег Романович Баган (нар. 9 лютого 1963, Дрогобич) — український літературознавець, публіцист, політолог, керівник Науково-ідеологічного центру імені Дмитра Донцова. Кандидат філологічних наук (2003), доцент кафедри української літератури та теорії літератури Дрогобицького державного педагогічного університету імені Івана Франка. Заслужений працівник освіти України. Член НСПУ. Лауреат премії Львівської обласної ради ім. С.Бандери «За громадянську активність» (2012 р.).

## Творчість
Автор кількох збірників статей та монографій літературознавчого та політологічного змісту. Член редколегії журналу «Українські проблеми» (Київ, 1994—2001), журналу педагогічної інтелігенції «Життя і школа» (Дрогобич, 1997—2000). Редактор та керівник видавничих проєктів Видавничої фірми «Відродження» (м. Дрогобич) (2006—2011 рр.). Упорядник і науковий редактор 10-томного видання «Вибраних творів» Д.Донцова (Дрогобич-Львів, 2011—2016). Відповідальний редактор видань творів класиків української літератури і політичної думки: І.Франка, Д.Донцова, Є.Маланюка, Ю.Клена, Ю.Липи, У.Самчука, М.Зерова, М.Рудницького, В.Домбровського, М.Євшана, З.Коссака, Ірини Вільде, Наталени Королевої.
Член НСПУ.
Головний редактор наукових збірників «Український націоналізм: історія та ідеї» та «Вісниківство: літературна традиція та ідеї», «Національні лідери Европи: ідеологічні портрети». Відповідальний редактор наукового журналу "Галичина: література та культурно-історичні основи".

## Сфера наукових зацікавлень
Українська література ХХ ст., традиція вісниківства, франкознавство, культурологія, геополітика, філософія та ідеологія українського націоналізму. О.Багана можна вважати фундатором новочасного донцовознавства за низку ґрунтовних наукових публікацій в темі вивчення біографії, світоглядних засад та творчості Д.Донцова, за найповніше видання його творів у 10-ти тт., яким передують передмови, що пояснюють творчі устремління Д.Донцова і його еволюцію від лівих переконань до правих ідей. Зокрема вчений протлумачив ідейний ірраціоналізм, традиціоналізм, волюнтаризм Д.Донцова, його естетичний героїзм та неоромантизм, культурологічні концепції окциденталізму. Пояснив вмотивованість ідейної позиції мислителя розвитком консервативних та націоналістичних теорій в кінці ХІХ — на початку ХХ ст. (впливи Е.Гартмана, Ф.Ніцше, В.Дильтая, М.Шелера, Ґ. Зимеля, Ґ.Лебона, М. де Унамуно, О.Шпенґлера, М.Барре, Ш.Пеґі, Х.Ортеґи-і-Ґасета). Як критик і культуролог Д.Донцов витворив явище вісниківства як цілісне й світоглядно вмотивоване.
Вчений розпрацював на теоретичному рівні концептуальне літературознавче та культурологічне тлумачення теми вісниківства в українській історії і культурі, тобто творчості письменників, публіцистів, культурологів та критиків, які гуртувалися довкола журналів «ЛІтературно-науковий вістник» (1922—1932) і «Вістник» (1933—1939) за ред. Д.Донцова. Це творчість Є.Маланюка, О.Бабія, М.Матіїва-Мельника, Л.Мосендза, Р.Бжеського, Ю.Липи, О.Стефановича, О.Ольжича, О.Теліги та. Це явище треба трактувати як ідейно-естетичну цілісність, філософську, настроєву, стильову (неоромантизм), зорієнтоване на ідеологію націоналізму (див. гасло «вісниківці»). Предтечею вісниківства був галицький критик М.Євшан (1890—1919), який першим послідовно вводив ідеї ірраціоналізму в українську естетичну думку. Саме він вплинув на Д.Донцова. Есеїзм як стиль і спосіб інтепретації буття й літератури — це головна ознака вісниківства як культурологічного явища.
В галузі франкознавства О.Баган системно проаналізував світоглядну еволюцію І.Франка, його політичні погляди, відхід від світоглядних засад позитивізму в пізній період творчості і наближення до ідей ірраціоналізму, зокрема в естетичній площині він наблизився до теорій духовно-історичної школи (В.Дильтай, Г.Корф, Р.Унґер, О.Вальцль та ін.). Вчений визначив художню еволюцію І.Франка від середини 1890-х рр. як тенденцію до неоромантизму і неокласицизму. У своїй пізній ліриці І.Франко вже був попередником вісниківства як речник вольового націоналізму (поезії «Конкістадори», «Вийшла в поле руська сила…», «Великі роковини», «Січ іде» тощо).
Як геополітик О.Баган, спираючись на ідеї української класичної геополітичної думки (С.Томашівський, Д.Донцов, Ю.Липа, С.Рудницький та ін.), розвинув теорію про геополітичну орієнтацію України на Середню Європу — простір між Альпами і Чорним морем, між Балтикою і Балканами — як життєво потрібну тенденцію, яка цивілізаційно, ментально, культурно відгородить Україну від російського цивілізаційного євразійського простору. Авангардом цього процесу має стати Галичина, а вирішальним фактором стабілізації України стане розростання її як геополітичної домінанти на Чорному морі.
Як теоретик націоналізму О.Баган досліджує філософські засади цієї ідеології, акцентує на ірраціоналізмі, ідеалізмі, волюнтаризмі її принципів. Виступив проти опортунізму в сучасному нац. русі. Системно трактував праці Д.Донцова, Ю.Вассияна, Я.Стецька та ін.

## Відзнаки
- Премія імені Івана Огієнка (2023, у галузі науки)[3]

## Основні публікації
Монографії:
- «Іван Франко і теперішнє становище нації» (1991),
- «Націоналізм і націоналістичний рух: історія та ідеї» (1994),
- «Лицарі духу: українські письменники-націоналісти, вісниківці» (у співавторстві із З. Гузаром і Б. Черваком) (1996),
- «Українська Понтида: геополітичні виміри сучасної України» (2002).
- Ідея і чин Ярослава Стецька. — Київ, 2008. — 125 с.
- Поміж містикою і політикою. (Дмитро Донцов на тлі української політичної теорії ХХ ст.). — Київ, 2008. — 77 с.
- Іван Франко: інтерпретації. — Дрогобич: Ред. — видав. відділ ДДПУ ім. І. Франка, 2015. — 184 с.
- Націоналізм і націоналістичний рух: історія та ідеї" (перевидання) — Львів: ЛА «Піраміда», 2015. — 250 с.
- Актуальна націософія: теоретичні, культурологічні, геополітичні, історіософські аспекти. — Львів: ЛА «Піраміда», 2016. — 636 с.
- Художнє слово і національна ідентичність: Статті про методику навчання літератури в школі. — Дрогобич: Ред.-вид. відділ ДДПУ ім. Ф.Франка, 2021. — 334 с.
- Культурологічна і націософська проблематика в літературознавчих студіях Івана Франка (Пізній період творчості: 1895—1907 рр.). — Дрогобич: Ред.-вид. відділ ДДПУ ім. І.Франка, 2021. — 212 с.
- Історіософські есе. — Тернопіль: Крила, 2021. — 384 с.
- Rossica: Російська цивілізація в історіософських інтерпретаціях. Нариси. — Тернопіль: Крила, 2022. — 130 с.
- Феномен Галичини. — Тернопіль: Крила, 2023. — 316 с.
- Василь Іванишин: інтелектуальна біографія. — Тернопіль: Крила, 2023. — 240 с. (у співавторстві з Петром Іванишиним)
- Чин націоналізму: Історія та ідейні джерела. Тернопіль: Крила, 2023. 256 с.